# Kvalifikace na Mistrovství světa ve fotbale 2022 (UEFA)
Kvalifikace na Mistrovství světa ve fotbale 2022 zóny UEFA určí 13 účastníků finálového turnaje. Počet týmů v kvalifikaci 55. 
Evropská kvalifikace začne 24. 3. 2021 a skončí 29. 3. 2022, vč. baráže (evropská část). Týmy byly rozlosovány do deseti skupin po pěti až šesti týmech. Deset vítězů jednotlivých skupin postoupí přímo na mistrovství světa. Týmy na druhých místech budou seřazeny do žebříčku, ve kterém se budou počítat pouze zápasy s prvním, třetím, čtvrtým a pátým týmem dané skupiny. Deset nejlepších týmů podle tohoto žebříčku plus dvě z Ligy národů budou hrát baráž o zbylé tři místenky.

## Kvalifikační skupiny
- Zdroj Archivováno 5. 12. 2020 na Wayback Machine. na FIFA.com

### Skupina A
| Tým         | Z | V | R | P | VG | IG | +/- | B  | výsledek          |
| ----------- | - | - | - | - | -- | -- | --- | -- | ----------------- |
| Srbsko      | 8 | 6 | 2 | 0 | 18 | 9  | +9  | 20 | postup na MS 2022 |
| Portugalsko | 8 | 5 | 2 | 1 | 17 | 6  | +11 | 17 | postup do baráže  |
| Irsko       | 8 | 2 | 3 | 3 | 11 | 8  | +3  | 9  |                   |
| Lucembursko | 8 | 3 | 0 | 5 | 8  | 18 | −10 | 9  |                   |
| Ázerbájdžán | 8 | 0 | 1 | 7 | 5  | 18 | −13 | 1  |                   |

### Skupina B
| Tým       | Z | V | R | P | VG | IG | +/- | B  | výsledek          |
| --------- | - | - | - | - | -- | -- | --- | -- | ----------------- |
| Španělsko | 8 | 6 | 1 | 1 | 15 | 5  | +10 | 19 | postup na MS 2022 |
| Švédsko   | 8 | 5 | 0 | 3 | 12 | 6  | +6  | 15 | postup do baráže  |
| Řecko     | 8 | 2 | 4 | 2 | 8  | 8  | 0   | 10 |                   |
| Gruzie    | 8 | 2 | 1 | 5 | 6  | 12 | −6  | 7  |                   |
| Kosovo    | 8 | 1 | 2 | 5 | 5  | 15 | −10 | 5  |                   |

### Skupina C
| Tým           | Z | V | R | P | VG | IG | +/- | B  | výsledek          |
| ------------- | - | - | - | - | -- | -- | --- | -- | ----------------- |
| Švýcarsko     | 8 | 5 | 3 | 0 | 15 | 2  | +13 | 18 | postup na MS 2022 |
| Itálie        | 8 | 4 | 4 | 0 | 13 | 2  | +11 | 16 | postup do baráže  |
| Severní Irsko | 8 | 2 | 3 | 3 | 6  | 7  | -1  | 9  |                   |
| Bulharsko     | 8 | 2 | 2 | 4 | 6  | 14 | −8  | 8  |                   |
| Litva         | 8 | 1 | 0 | 7 | 4  | 19 | −15 | 3  |                   |

### Skupina D
| Tým                 | Z | V | R | P | VG | IG | +/- | B  | výsledek          |
| ------------------- | - | - | - | - | -- | -- | --- | -- | ----------------- |
| Francie             | 8 | 5 | 3 | 0 | 18 | 3  | +15 | 18 | postup na MS 2022 |
| Ukrajina            | 8 | 2 | 6 | 0 | 11 | 8  | +3  | 12 | postup do baráže  |
| Finsko              | 8 | 3 | 2 | 3 | 10 | 10 | 0   | 11 |                   |
| Bosna a Hercegovina | 8 | 1 | 4 | 3 | 9  | 12 | −3  | 7  |                   |
| Kazachstán          | 8 | 0 | 3 | 5 | 5  | 20 | -15 | 3  |                   |

### Skupina E
| Tým       | Z | V | R | P | VG | IG | +/- | B  | výsledek          |
| --------- | - | - | - | - | -- | -- | --- | -- | ----------------- |
| Belgie    | 8 | 6 | 2 | 0 | 25 | 6  | +19 | 20 | postup na MS 2022 |
| Wales     | 8 | 4 | 3 | 1 | 14 | 9  | +5  | 15 | postup do baráže  |
| Česko     | 8 | 4 | 2 | 2 | 14 | 9  | +5  | 14 | postup do baráže  |
| Estonsko  | 8 | 1 | 1 | 6 | 9  | 21 | -12 | 4  |                   |
| Bělorusko | 8 | 1 | 0 | 7 | 7  | 24 | -17 | 3  |                   |

### Skupina F
| Tým             | Z  | V | R | P | VG | IG | +/- | B  | výsledek          |
| --------------- | -- | - | - | - | -- | -- | --- | -- | ----------------- |
| Dánsko          | 10 | 9 | 0 | 1 | 30 | 3  | +27 | 27 | postup na MS 2022 |
| Skotsko         | 10 | 7 | 2 | 1 | 17 | 7  | +10 | 23 | postup do baráže  |
| Izrael          | 10 | 5 | 1 | 4 | 23 | 21 | +2  | 16 |                   |
| Rakousko        | 10 | 5 | 1 | 4 | 19 | 17 | +2  | 16 | postup do baráže  |
| Faerské ostrovy | 10 | 1 | 1 | 8 | 7  | 23 | −16 | 4  |                   |
| Moldavsko       | 10 | 0 | 1 | 9 | 5  | 30 | −25 | 1  |                   |

### Skupina G
| Tým        | Z  | V | R | P  | VG | IG | +/- | B  | výsledek          |
| ---------- | -- | - | - | -- | -- | -- | --- | -- | ----------------- |
| Nizozemsko | 10 | 7 | 2 | 1  | 33 | 8  | +25 | 23 | postup na MS 2022 |
| Turecko    | 10 | 6 | 3 | 1  | 27 | 16 | +11 | 21 | postup do baráže  |
| Norsko     | 10 | 5 | 3 | 2  | 15 | 8  | +7  | 18 |                   |
| Černá Hora | 10 | 3 | 3 | 4  | 14 | 15 | -1  | 12 |                   |
| Lotyšsko   | 10 | 2 | 3 | 5  | 11 | 14 | −3  | 9  |                   |
| Gibraltar  | 10 | 0 | 0 | 10 | 4  | 43 | −39 | 0  |                   |

### Skupina H
| Tým        | Z  | V | R | P | VG | IG | +/- | B  | výsledek          |
| ---------- | -- | - | - | - | -- | -- | --- | -- | ----------------- |
| Chorvatsko | 10 | 7 | 2 | 1 | 21 | 4  | +17 | 23 | postup na MS 2022 |
| Rusko      | 10 | 7 | 1 | 2 | 19 | 6  | +13 | 22 | postup do baráže  |
| Slovensko  | 10 | 3 | 5 | 2 | 17 | 10 | +7  | 14 |                   |
| Slovinsko  | 10 | 4 | 2 | 4 | 13 | 12 | +1  | 14 |                   |
| Kypr       | 10 | 1 | 2 | 7 | 4  | 21 | −17 | 5  |                   |
| Malta      | 10 | 1 | 2 | 7 | 9  | 30 | −21 | 5  |                   |

### Skupina I
| Tým        | Z  | V | R | P  | VG | IG | +/- | B  | výsledek          |
| ---------- | -- | - | - | -- | -- | -- | --- | -- | ----------------- |
| Anglie     | 10 | 8 | 2 | 0  | 39 | 3  | +36 | 26 | postup na MS 2022 |
| Polsko     | 10 | 6 | 2 | 2  | 30 | 11 | +19 | 20 | postup do baráže  |
| Albánie    | 10 | 6 | 0 | 4  | 12 | 12 | 0   | 18 |                   |
| Maďarsko   | 10 | 5 | 2 | 3  | 19 | 13 | +6  | 17 |                   |
| Andorra    | 10 | 2 | 0 | 8  | 8  | 24 | −16 | 6  |                   |
| San Marino | 10 | 0 | 0 | 10 | 1  | 46 | −45 | 0  |                   |

### Skupina J
| Tým               | Z  | V | R | P | VG | IG | +/- | B  | výsledek          |
| ----------------- | -- | - | - | - | -- | -- | --- | -- | ----------------- |
| Německo           | 10 | 9 | 0 | 1 | 36 | 4  | +32 | 27 | postup na MS 2022 |
| Severní Makedonie | 10 | 5 | 3 | 2 | 23 | 11 | +12 | 18 | postup do baráže  |
| Rumunsko          | 10 | 5 | 2 | 3 | 13 | 8  | +5  | 17 |                   |
| Arménie           | 10 | 3 | 3 | 4 | 9  | 20 | −11 | 12 |                   |
| Island            | 10 | 2 | 3 | 5 | 12 | 18 | −6  | 9  |                   |
| Lichtenštejnsko   | 10 | 0 | 1 | 9 | 2  | 34 | −32 | 1  |                   |